# マンチェスター・ダービー
マンチェスター・ダービー（Manchester Derby）は、イギリス・ノース・ウェスト・イングランド・マンチェスターに本拠地を置く、マンチェスター・ユナイテッドFCとマンチェスター・シティFCの間で行われるサッカーのダービーマッチである。

## 歴史
両者の対決の歴史はそれぞれのクラブの前身であるウェスト・ゴートンとニュートン・ヒースが対戦した1881年に遡る。リーグ戦での初対戦は1894-95シーズンで、ニュートン・ヒースがマンチェスター・シティを降している。しかし第二次世界大戦まではマンチェスター市内のフットボール・ファンはユナイテッドとシティのいずれをも応援しているような状況だった。
それぞれに固定的なサポーターが付き始めたのは戦後のことで、対抗心が燃え上がったのは1970年代以降である。1970年12月の対戦でジョージ・ベストがシティのディフェンダー、グリン・パードーの足を文字通り完全破壊した（足そのものが失われる寸前だったという）ことが最大のきっかけとされる。翌シーズン以降、マンチェスター・ダービーは常に乱闘寸前の荒れた雰囲気を伴うものとなる。

## ホームスタジアム
| チーム名                       | スタジアム名 （命名権名称）                                         | 収容人員 | 画像 | 備考                                                                    |
| ------------------------------ | ------------------------------------------------------------------- | -------- | ---- | ----------------------------------------------------------------------- |
| マンチェスター・ユナイテッドFC | オールド・トラッフォード                                            | 76,212人 |      |                                                                         |
| マンチェスター・シティFC       | シティ・オブ・マンチェスター・スタジアム （エティハド・スタジアム） | 47,726人 |      | 2003-2004シーズンから使用。それ以前はメイン・ロードをホームとしていた。 |

## 統計
- 全ての統計は試合途中で中断された1960-61シーズンの対戦を除外している

### 順位の変遷

1893年から2015年までのシティ(水色)とユナイテッド(赤色)のリーグ戦での順位の変遷

### 通算成績
2012-13シーズン終了時点で166回のダービーが行われ、ユナイテッドが69勝、シティが47勝、引き分けが50試合である。ダービーにおけるシティの最多得点勝利は1926年1月23日と2011年10月23日の6-1であり、いずれも敵地オールド・トラッフォードで達成している。ユナイテッドの最多得点勝利は1941年4月14日に達成した7-1であり、やはり敵地メイン・ロードでの出来事であった。1955年にはシティが、1994年にはユナイテッドが5-0での勝利を挙げている。
1947年9月20日にメイン・ロードで行われた試合は、歴代最多記録となる78,000人の観客を集めた。第二次世界大戦でオールド・トラッフォードが被害を受けて修復工事を行っていたため、この時期は両クラブがメイン・ロードをホームスタジアムとして使用した。
| 大会                       | シティ勝利 | 引き分け | ユナイテッド勝利 |
| -------------------------- | ---------- | -------- | ---------------- |
| 国内リーグ                 | 43         | 49       | 59               |
| FAカップ                   | 3          | 0        | 6                |
| フットボール・リーグカップ | 3          | 1        | 2                |
| FAコミュニティ・シールド   | 0          | 0        | 2                |
| 通算                       | 49         | 50       | 69               |

### 得点者
| 名前                   | クラブ              | 得点数 |
| ---------------------- | ------------------- | ------ |
| ウェイン・ルーニー     | ユナイテッド        | 11     |
| ジョー・ヘイズ         | シティ              | 10     |
| フランシス・リー       | シティ              | 10     |
| ボビー・チャールトン   | ユナイテッド        | 9      |
| コリン・ベル           | シティ              | 8      |
| エリック・カントナ     | ユナイテッド        | 8      |
| ブライアン・キッド     | ユナイテッド シティ | 8      |
| ジョー・スペンス       | ユナイテッド        | 8      |
| ポール・スコールズ     | ユナイテッド        | 7      |
| デニス・ヴァイオレット | ユナイテッド        | 7      |

## タイトル
|                                   | ユナイテッド | シティ |
| --------------------------------- | ------------ | ------ |
| フットボールリーグ/プレミアリーグ | 20           | 10     |
| FAカップ                          | 13           | 7      |
| EFLカップ                         | 6            | 8      |
| FAコミュニティ・シールド          | 21           | 7      |
| UEFAチャンピオンズリーグ          | 3            | 1      |
| UEFAヨーロッパリーグ              | 1            | 0      |
| UEFAカップウィナーズカップ        | 1            | 1      |
| UEFAスーパーカップ                | 1            | 1      |
| インターコンチネンタルカップ      | 1            | 0      |
| FIFAクラブワールドカップ          | 1            | 1      |
| FIFAインターコンチネンタルカップ  | 0            | 0      |
| 通算                              | 68           | 36     |

1993年以前のFAコミュニティ・シールド（FAチャリティ・シールド）は、引き分けの場合は同時優勝となる

## 試合一覧

### 国内リーグ

#### シティのホーム試合
| 日付       | 場所                         | 大会                       | スコア | 観客数 |
| ---------- | ---------------------------- | -------------------------- | ------ | ------ |
| 3-11-1894  | ハイド・ロード               | セカンドディヴィジョン     | 2–5    | 14,000 |
| 7-12-1895  | ハイド・ロード               | セカンドディヴィジョン     | 2–1    | 18,000 |
| 3-10-1896  | ハイド・ロード               | セカンドディヴィジョン     | 0–0    | 20,000 |
| 25-12-1897 | ハイド・ロード               | セカンドディヴィジョン     | 0–1    | 16,000 |
| 26-12-1898 | ハイド・ロード               | セカンドディヴィジョン     | 4–0    | 25,000 |
| 10-4-1903  | ハイド・ロード               | セカンドディヴィジョン     | 0–2    | 30,000 |
| 1-12-1906  | ハイド・ロード               | ファースト・ディヴィジョン | 3–0    | 40,000 |
| 18-4-1908  | ハイド・ロード               | ファースト・ディヴィジョン | 0–0    | 40,000 |
| 19-9-1908  | ハイド・ロード               | ファースト・ディヴィジョン | 1–2    | 40,000 |
| 21-1-1911  | ハイド・ロード               | ファースト・ディヴィジョン | 1–1    | 40,000 |
| 2-9-1911   | ハイド・ロード               | ファースト・ディヴィジョン | 0–0    | 35,000 |
| 28-12-1912 | ハイド・ロード               | ファースト・ディヴィジョン | 0–2    | 38,000 |
| 6-12-1913  | ハイド・ロード               | ファースト・ディヴィジョン | 0–2    | 40,000 |
| 2-1-1915   | ハイド・ロード               | ファースト・ディヴィジョン | 1–1    | 30,000 |
| 11-10-1919 | ハイド・ロード               | ファースト・ディヴィジョン | 3–3    | 30,000 |
| 27-11-1920 | ハイド・ロード               | ファースト・ディヴィジョン | 3–0    | 35,000 |
| 22-10-1921 | ハイド・ロード               | ファースト・ディヴィジョン | 4–1    | 24,000 |
| 12-9-1925  | メイン・ロード               | ファースト・ディヴィジョン | 1–1    | 62,994 |
| 12-9-1928  | メイン・ロード               | ファースト・ディヴィジョン | 2–2    | 61,007 |
| 8-2-1930   | メイン・ロード               | ファースト・ディヴィジョン | 0–1    | 64,472 |
| 4-10-1930  | メイン・ロード               | ファースト・ディヴィジョン | 4–1    | 41,757 |
| 9-1-1937   | メイン・ロード               | ファースト・ディヴィジョン | 1–0    | 64,862 |
| 20-9-1947  | メイン・ロード               | ファースト・ディヴィジョン | 0–0    | 71,364 |
| 11-9-1948  | メイン・ロード               | ファースト・ディヴィジョン | 0–0    | 64,502 |
| 31-12-1949 | メイン・ロード               | ファースト・ディヴィジョン | 1–2    | 63,704 |
| 15-9-1951  | メイン・ロード               | ファースト・ディヴィジョン | 1–2    | 52,571 |
| 30-8-1952  | メイン・ロード               | ファースト・ディヴィジョン | 2–1    | 56,140 |
| 5-9-1953   | メイン・ロード               | ファースト・ディヴィジョン | 2–0    | 53,097 |
| 25-9-1954  | メイン・ロード               | ファースト・ディヴィジョン | 3–2    | 54,105 |
| 3-9-1955   | メイン・ロード               | ファースト・ディヴィジョン | 1–0    | 59,162 |
| 2-2-1957   | メイン・ロード               | ファースト・ディヴィジョン | 2–4    | 63,872 |
| 28-12-1957 | メイン・ロード               | ファースト・ディヴィジョン | 2–2    | 70,483 |
| 27-9-1958  | メイン・ロード               | ファースト・ディヴィジョン | 1–1    | 62,912 |
| 19-9-1959  | メイン・ロード               | ファースト・ディヴィジョン | 3–0    | 58,300 |
| 4-3-1961   | メイン・ロード               | ファースト・ディヴィジョン | 1–3    | 50,479 |
| 10-2-1962  | メイン・ロード               | ファースト・ディヴィジョン | 0–2    | 49,959 |
| 15-5-1963  | メイン・ロード               | ファースト・ディヴィジョン | 1–1    | 52,424 |
| 21-1-1967  | メイン・ロード               | ファースト・ディヴィジョン | 1–1    | 62,983 |
| 30-9-1967  | メイン・ロード               | ファースト・ディヴィジョン | 1–2    | 62,942 |
| 17-8-1968  | メイン・ロード               | ファースト・ディヴィジョン | 0–0    | 63,052 |
| 15-11-1969 | メイン・ロード               | ファースト・ディヴィジョン | 4–0    | 63,013 |
| 5-5-1971   | メイン・ロード               | ファースト・ディヴィジョン | 3–4    | 43,626 |
| 6-11-1971  | メイン・ロード               | ファースト・ディヴィジョン | 3–3    | 63,326 |
| 18-11-1972 | メイン・ロード               | ファースト・ディヴィジョン | 3–0    | 52,050 |
| 13-3-1974  | メイン・ロード               | ファースト・ディヴィジョン | 0–0    | 51,331 |
| 27-9-1975  | メイン・ロード               | ファースト・ディヴィジョン | 2–2    | 50,182 |
| 25-9-1976  | メイン・ロード               | ファースト・ディヴィジョン | 1–3    | 48,861 |
| 10-9-1977  | メイン・ロード               | ファースト・ディヴィジョン | 3–1    | 50,856 |
| 10-2-1979  | メイン・ロード               | ファースト・ディヴィジョン | 0–3    | 46,151 |
| 10-11-1979 | メイン・ロード               | ファースト・ディヴィジョン | 2–0    | 50,067 |
| 21-2-1981  | メイン・ロード               | ファースト・ディヴィジョン | 1–0    | 50,014 |
| 10-10-1981 | メイン・ロード               | ファースト・ディヴィジョン | 0–0    | 52,037 |
| 5-3-1983   | メイン・ロード               | ファースト・ディヴィジョン | 1–2    | 45,400 |
| 14-9-1985  | メイン・ロード               | ファースト・ディヴィジョン | 0–3    | 48,773 |
| 26-10-1986 | メイン・ロード               | ファースト・ディヴィジョン | 1–1    | 32,440 |
| 23-9-1989  | メイン・ロード               | ファースト・ディヴィジョン | 5–1    | 43,246 |
| 27-10-1990 | メイン・ロード               | ファースト・ディヴィジョン | 3–3    | 36,427 |
| 16-11-1991 | メイン・ロード               | ファースト・ディヴィジョン | 0–0    | 38,180 |
| 20-3-1993  | メイン・ロード               | プレミアリーグ             | 1–1    | 37,136 |
| 7-11-1993  | メイン・ロード               | プレミアリーグ             | 2–3    | 35,155 |
| 11-2-1995  | メイン・ロード               | プレミアリーグ             | 0–3    | 26,368 |
| 6-4-1996   | メイン・ロード               | プレミアリーグ             | 2–3    | 29,668 |
| 18-11-2000 | メイン・ロード               | プレミアリーグ             | 0–1    | 34,429 |
| 9-11-2002  | メイン・ロード               | プレミアリーグ             | 3–1    | 34,649 |
| 14-3-2004  | シティ・オブ・マンチェスター | プレミアリーグ             | 4–1    | 47,284 |
| 13-2-2005  | シティ・オブ・マンチェスター | プレミアリーグ             | 0–2    | 47,111 |
| 13-1-2006  | シティ・オブ・マンチェスター | プレミアリーグ             | 3–1    | 47,192 |
| 5-5-2007   | シティ・オブ・マンチェスター | プレミアリーグ             | 0–1    | 47,244 |
| 19-8-2007  | シティ・オブ・マンチェスター | プレミアリーグ             | 1–0    | 44,955 |
| 30-11-2008 | シティ・オブ・マンチェスター | プレミアリーグ             | 0–1    | 47,320 |
| 17-4-2010  | シティ・オブ・マンチェスター | プレミアリーグ             | 0–1    | 47,019 |
| 10-11-2010 | シティ・オブ・マンチェスター | プレミアリーグ             | 0–0    | 47,679 |
| 1-5-2012   | エティハド・スタジアム       | プレミアリーグ             | 1–0    | 47,259 |
| 9-12-2012  | エティハド・スタジアム       | プレミアリーグ             | 2–3    | 47,166 |
| 22-9-2013  | エティハド・スタジアム       | プレミアリーグ             | 4–1    | 47,156 |

| シティ勝利 | 引き分け | ユナイテッド勝利 |
| ---------- | -------- | ---------------- |
| 24         | 24       | 27               |

| 日付       | 場所                     | 大会                       | スコア | 観客数 |
| ---------- | ------------------------ | -------------------------- | ------ | ------ |
| 1-1-1895   | バンク・ストリート       | セカンドディヴィジョン     | 4–1    | 12,000 |
| 5-10-1895  | バンク・ストリート       | セカンドディヴィジョン     | 1–1    | 18,000 |
| 25-12-1896 | バンク・ストリート       | セカンドディヴィジョン     | 2–1    | 20,000 |
| 16-10-1897 | バンク・ストリート       | セカンドディヴィジョン     | 1–1    | 40,000 |
| 10-9-1898  | バンク・ストリート       | セカンドディヴィジョン     | 3–0    | 40,000 |
| 25-12-1902 | バンク・ストリート       | セカンドディヴィジョン     | 1–1    | 35,000 |
| 6-4-1907   | バンク・ストリート       | ファースト・ディヴィジョン | 1–1    | 40,000 |
| 21-12-1907 | バンク・ストリート       | ファースト・ディヴィジョン | 3–1    | 35,000 |
| 23-1-1909  | バンク・ストリート       | ファースト・ディヴィジョン | 3–1    | 40,000 |
| 17-9-1910  | オールド・トラッフォード | ファースト・ディヴィジョン | 2–1    | 60,000 |
| 30-12-1911 | オールド・トラッフォード | ファースト・ディヴィジョン | 0–0    | 50,000 |
| 7-9-1912   | オールド・トラッフォード | ファースト・ディヴィジョン | 0–1    | 40,000 |
| 11-4-1914  | オールド・トラッフォード | ファースト・ディヴィジョン | 0–1    | 36,000 |
| 5-9-1914   | オールド・トラッフォード | ファースト・ディヴィジョン | 0–0    | 20,000 |
| 18-10-1919 | オールド・トラッフォード | ファースト・ディヴィジョン | 1–0    | 40,000 |
| 20-11-1920 | オールド・トラッフォード | ファースト・ディヴィジョン | 1–1    | 63,000 |
| 29-10-1921 | オールド・トラッフォード | ファースト・ディヴィジョン | 3–1    | 56,000 |
| 23-1-1926  | オールド・トラッフォード | ファースト・ディヴィジョン | 1–6    | 48,657 |
| 23-1-1929  | オールド・トラッフォード | ファースト・ディヴィジョン | 1–2    | 42,255 |
| 5-10-1929  | オールド・トラッフォード | ファースト・ディヴィジョン | 1–3    | 57,201 |
| 7-2-1931   | オールド・トラッフォード | ファースト・ディヴィジョン | 1–3    | 39,876 |
| 12-9-1936  | オールド・トラッフォード | ファースト・ディヴィジョン | 3–2    | 68,796 |
| 7-4-1948   | メイン・ロード           | ファースト・ディヴィジョン | 1–1    | 71,690 |
| 22-1-1949  | メイン・ロード           | ファースト・ディヴィジョン | 0–0    | 66,485 |
| 3-9-1949   | オールド・トラッフォード | ファースト・ディヴィジョン | 2–1    | 47,760 |
| 19-1-1952  | オールド・トラッフォード | ファースト・ディヴィジョン | 1–1    | 54,245 |
| 3-1-1953   | オールド・トラッフォード | ファースト・ディヴィジョン | 1–1    | 47,883 |
| 16-1-1954  | オールド・トラッフォード | ファースト・ディヴィジョン | 1–1    | 46,379 |
| 12-2-1955  | オールド・トラッフォード | ファースト・ディヴィジョン | 0–5    | 47,914 |
| 31-12-1955 | オールド・トラッフォード | ファースト・ディヴィジョン | 2–1    | 60,956 |
| 22-9-1956  | オールド・トラッフォード | ファースト・ディヴィジョン | 2–0    | 53,525 |
| 31-8-1957  | オールド・トラッフォード | ファースト・ディヴィジョン | 4–1    | 63,347 |
| 14-2-1959  | オールド・トラッフォード | ファースト・ディヴィジョン | 4–1    | 59,846 |
| 6-2-1960   | オールド・トラッフォード | ファースト・ディヴィジョン | 0–0    | 59,450 |
| 31-12-1960 | オールド・トラッフォード | ファースト・ディヴィジョン | 5–1    | 61,213 |
| 23-9-1961  | オールド・トラッフォード | ファースト・ディヴィジョン | 3–2    | 56,345 |
| 15-9-1962  | オールド・トラッフォード | ファースト・ディヴィジョン | 2–3    | 49,193 |
| 17-9-1966  | オールド・トラッフォード | ファースト・ディヴィジョン | 1–0    | 62,085 |
| 27-3-1968  | オールド・トラッフォード | ファースト・ディヴィジョン | 1–3    | 63,004 |
| 8-3-1969   | オールド・トラッフォード | ファースト・ディヴィジョン | 0–1    | 63,264 |
| 28-3-1970  | オールド・トラッフォード | ファースト・ディヴィジョン | 1–2    | 59,777 |
| 12-12-1970 | オールド・トラッフォード | ファースト・ディヴィジョン | 1–4    | 52,636 |
| 12-4-1972  | オールド・トラッフォード | ファースト・ディヴィジョン | 1–3    | 56,362 |
| 21-4-1973  | オールド・トラッフォード | ファースト・ディヴィジョン | 0–0    | 61,676 |
| 27-4-1974  | オールド・トラッフォード | ファースト・ディヴィジョン | 0–1    | 56,996 |
| 4-5-1976   | オールド・トラッフォード | ファースト・ディヴィジョン | 2–0    | 59,517 |
| 5-3-1977   | オールド・トラッフォード | ファースト・ディヴィジョン | 3–1    | 58,595 |
| 15-3-1978  | オールド・トラッフォード | ファースト・ディヴィジョン | 2–2    | 58,398 |
| 30-9-1978  | オールド・トラッフォード | ファースト・ディヴィジョン | 1–0    | 55,301 |
| 22-3-1980  | オールド・トラッフォード | ファースト・ディヴィジョン | 1–0    | 56,387 |
| 27-9-1980  | オールド・トラッフォード | ファースト・ディヴィジョン | 2–2    | 55,918 |
| 27-2-1982  | オールド・トラッフォード | ファースト・ディヴィジョン | 1–1    | 57,830 |
| 23-10-1982 | オールド・トラッフォード | ファースト・ディヴィジョン | 2–2    | 57,334 |
| 22-3-1986  | オールド・トラッフォード | ファースト・ディヴィジョン | 2–2    | 51,274 |
| 7-3-1987   | オールド・トラッフォード | ファースト・ディヴィジョン | 2–0    | 48,619 |
| 3-2-1990   | オールド・トラッフォード | ファースト・ディヴィジョン | 1–1    | 40,274 |
| 4-5-1991   | オールド・トラッフォード | ファースト・ディヴィジョン | 1–0    | 45,286 |
| 7-4-1992   | オールド・トラッフォード | ファースト・ディヴィジョン | 1–1    | 46,781 |
| 6-12-1992  | オールド・トラッフォード | プレミアリーグ             | 2–1    | 35,408 |
| 23-4-1994  | オールド・トラッフォード | プレミアリーグ             | 2–0    | 44,333 |
| 10-11-1994 | オールド・トラッフォード | プレミアリーグ             | 5–0    | 43,738 |
| 14-10-1995 | オールド・トラッフォード | プレミアリーグ             | 1–0    | 35,707 |
| 21-4-2001  | オールド・トラッフォード | プレミアリーグ             | 1–1    | 67,535 |
| 9-2-2003   | オールド・トラッフォード | プレミアリーグ             | 1–1    | 67,646 |
| 13-12-2003 | オールド・トラッフォード | プレミアリーグ             | 3–1    | 67,643 |
| 7-11-2004  | オールド・トラッフォード | プレミアリーグ             | 0–0    | 67,863 |
| 10-9-2005  | オールド・トラッフォード | プレミアリーグ             | 1–1    | 67,839 |
| 9-12-2006  | オールド・トラッフォード | プレミアリーグ             | 3–1    | 75,858 |
| 10-2-2008  | オールド・トラッフォード | プレミアリーグ             | 1–2    | 75,970 |
| 10-5-2009  | オールド・トラッフォード | プレミアリーグ             | 2–0    | 75,464 |
| 20-9-2009  | オールド・トラッフォード | プレミアリーグ             | 4–3    | 75,066 |
| 12-2-2011  | オールド・トラッフォード | プレミアリーグ             | 2–1    | 75,322 |
| 23-10-2011 | オールド・トラッフォード | プレミアリーグ             | 1–6    | 75,487 |
| 8-4-2013   | オールド・トラッフォード | プレミアリーグ             | 1–2    | 75,498 |
| 25-3-2014  | オールド・トラッフォード | プレミアリーグ             | 0–3    | 75,203 |

| ユナイテッド勝利 | 引き分け | シティ勝利 |
| ---------------- | -------- | ---------- |
| 32               | 25       | 18         |

### 国内カップ
| シーズン | 日付       | 大会                                  | 場所                         | スコア | 観客数 |
| -------- | ---------- | ------------------------------------- | ---------------------------- | ------ | ------ |
|          | 3-10-1891  | FAカップ予選1回戦                     | ノース・ロード               | 5–1    | 11,000 |
|          | 27-3-1926  | FAカップ準決勝                        | ブラモール・レーン           | 0–3    | 46,450 |
|          | 24-2-1955  | FAカップ4回戦                         | メイン・ロード               | 2–0    | 75,000 |
|          | 24-10-1956 | FAチャリティ・シールド                | メイン・ロード               | 0–1    | 30,495 |
|          | 3-12-1969  | フットボールリーグカップ準決勝1stレグ | メイン・ロード               | 2–1    | 55,799 |
|          | 17-12-1969 | フットボールリーグカップ準決勝2ndレグ | オールド・トラッフォード     | 2–2    | 63,418 |
|          | 24-1-1970  | FAカップ4回戦                         | オールド・トラッフォード     | 3–0    | 63,417 |
|          | 9-10-1974  | フットボールリーグカップ3回戦         | オールド・トラッフォード     | 1–0    | 55,169 |
|          | 24-1-1975  | フットボールリーグカップ4回戦         | メイン・ロード               | 4–0    | 50,182 |
|          | 10-1-1987  | FAカップ3回戦                         | オールド・トラッフォード     | 1–0    | 54,294 |
|          | 18-2-1996  | FAカップ5回戦                         | オールド・トラッフォード     | 2–1    | 42,692 |
| 2003–04  | 14-2-2004  | FAカップ5回戦                         | オールド・トラッフォード     | 4–2    | 67,228 |
| 2009–10  | 19-1-2010  | フットボールリーグカップ準決勝1stレグ | シティ・オブ・マンチェスター | 2–1    | 46,067 |
| 2009–10  | 27-1-2010  | フットボールリーグカップ準決勝2ndレグ | オールド・トラッフォード     | 3–1    | 74,576 |
| 2010–11  | 16-4-2011  | FAカップ準決勝                        | ウェンブリー・スタジアム     | 1–0    | 86,549 |
| 2011-12  | 7-8-2011   | FAコミュニティ・シールド              | ウェンブリー・スタジアム     | 2–3    | 77,169 |
| 2011-12  | 8-1-2012   | FAカップ3回戦                         | エティハド・スタジアム       | 2–3    | 46,808 |
| 2016-17  | 26-10-2016 | フットボールリーグカップ4回戦         | オールド・トラッフォード     | 1–0    | 75,196 |

| ユナイテッド勝利 | 引き分け | シティ勝利 |
| ---------------- | -------- | ---------- |
| 10               | 1        | 6          |